# Geschichte des öffentlichen Personennahverkehrs in Bayreuth
Der öffentliche Personennahverkehr in Bayreuth umfasst den Personentransport mit Omnibussen und Taxis, in geringem Umfang spielt auch die Eisenbahn eine Rolle. Seine Ursprünge lassen sich bis in die Zeit der Herrschaft der Markgrafen zurückverfolgen.

## Sänften, Fiaker und Taxis
Bis ins 19. Jahrhundert hinein war öffentlicher Personennahverkehr in der Stadt nur marginal existent. Im 18. Jahrhundert, zur Zeit der Markgräfin Wilhelmine, besorgten Portechaisenträger – Portechaisen waren kleine Sänften mit je einem Träger vorn und hinten – den Personentransport. Sie gab es in freiberuflicher Ausübung, aber auch als fest angestellte Dienstleister. So hatte Wilhelmines Ehemann Friedrich III. vier Portechaisenträger in den Reihen seines Personals, die das Bedürfnis des Hofstaats nach einem gehobenen Lebensstil befriedigten.
Im 19. Jahrhundert wurden die Portechaisen auf vier Räder gestellt und mit einer kleinen Deichsel versehen. Ein „Packträger“ zog die Gefährte an einem Gurt. Am Eingang zum Schlosshof des Alten Schlosses befand sich das Portechaisen- bzw. Packträger-Institut. Im Jahr 1871 trugen die Packträger den ersten Arbeitskampf größeren Stils in der Stadt aus und führten ihn verbissen über mehrere Monate lang. Bald darauf ging das Zeitalter der Portechaisen und Packträger zu Ende. Als 1876 die ersten Richard-Wagner-Festspiele in Bayreuth stattfanden, waren bereits Lohnkutschen an ihre Stelle getreten. Bereits 1865 hatte das Bayreuther Tagblatt über das viel zu hohe Tempo der „Pferde-Omnibusse“ geklagt.

Fiaker auf dem Bahnhofsplatz, im Hintergrund das Festspielhaus (um 1905)

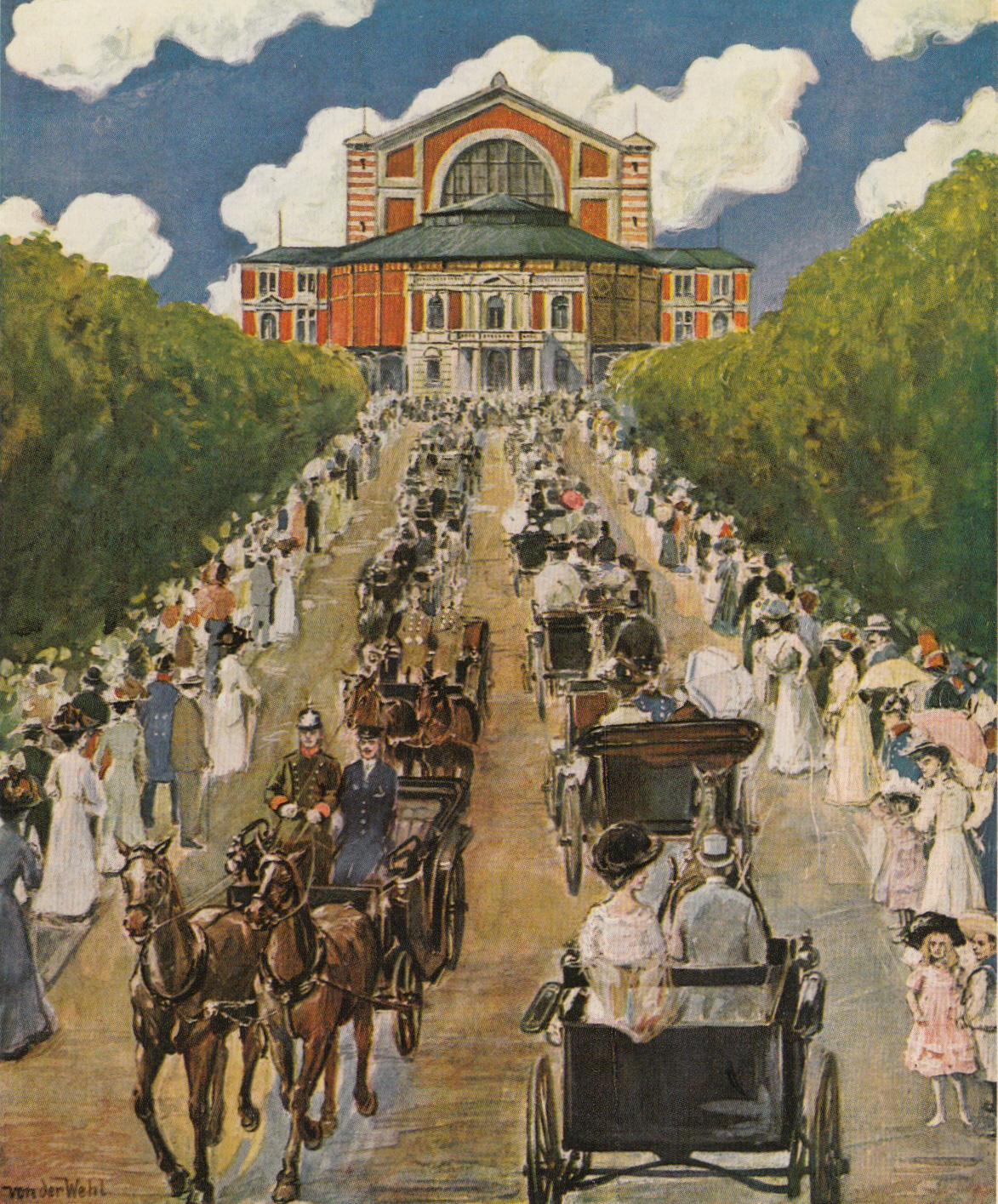
Auffahrt zum Festspielhaus von Otto von der Wehl (1909)

Die mit Pferden bespannten Einspänner – nach der Rue de Saint Fiacre in Paris, wo solche Kutschen 1662 ihren ersten Standplatz hatten, Fiaker genannt – hatten im Stadtgebiet drei Standorte: den Platz vor dem Bahnhof, den Sternplatz, der damals Maximiliansplatz hieß, und gegenüber der Einmündung der Kanzleistraße in die Maximilianstraße vor dem Ostflügel des Alten Schlosses. Jakob Kürzdörfer aus der Peuntgasse 12 im Stadtteil Neuer Weg erwarb im April 1888 die Lizenz für ein öffentliches Fuhrwerk mit Einspänner. Auch sein Sohn Karl erhielt elf Jahre später die erforderliche Lizenz; die Kürzdörfers wurden die bekannteste Fiaker-Familie der Stadt. Die Uniform der Kutscher bestand aus einer roten oder weißen Weste und einem zylinderförmigen Hut mit Silbertresse über der Krempe, der „Oktoberle“ genannt wurde. 1901 beantragten die Kutscher die Abschaffung des Fiakerhuts; der Magistrat der Stadt, der auf einem einheitlichen Bild bestand, gab diesem Gesuch jedoch nicht statt.
Am 18. November 1853 erhielt Bayreuth mit der Eröffnung der Bahnstrecke Bayreuth–Neuenmarkt-Wirsberg Anschluss an das bayerische Eisenbahnnetz. Für den innerstädtischen Personenverkehr hatte die Bahn nur eine geringe Bedeutung, wenngleich letztlich zehn Stationen innerhalb des heutigen Stadtgebiets lagen (→ Liste der Bahnhöfe und Haltepunkte in Bayreuth). Ab 1876 brachte sie jedoch zahlreiche Freunde der Opern Richard Wagners, der auf dem Grünen Hügel sein Festspielhaus errichtet hatte, in die Stadt. Im Sommer jenes Jahres fanden sich neben Kaiser Wilhelm I., König Ludwig II. von Bayern und Kaiser Pedro II. von Brasilien zahlreiche weitere illustre Gäste (u. a. Franz Liszt, Anton Bruckner, Peter Tschaikowski, Edvard Grieg, Lew Tolstoi, Friedrich Nietzsche und Gottfried Semper) ein. Vom noblen Publikum der Festspiele, die die kleine Stadt ab 1882 nahezu jährlich in einen mehrwöchigen Ausnahmezustand versetzten, wurden Saison-Kutscher aus zahlreichen anderen Städten angezogen. Aus Nürnberg, Bamberg, Würzburg, München und sogar Ludwigshafen fanden sich Fiaker in Bayreuth ein. Ein Festpielgast des Jahres 1912 notierte: „Droschken, ein- und zweispännig, sieht man hier so viele wie in keiner anderen Stadt. Es ist, als ob ganz Oberfranken alles an Droschken über Bayreuth ausgeschüttet hat.“ Bis zu acht Fahrten zum Festspielhaus konnte ein Fiaker an einem Aufführungstag bewältigen; bei festlegtem Tarif konnte ein Kutscher so bis zu vierzig Goldmark am Tag verdienen.
Außerhalb der Festspielzeit klagten die Bayreuther Kutscher über lange Standzeiten bei jeder Witterung, das unebene Straßenpflaster, den erst 1939 abgeschafften Pflasterzoll und „unsinnige Vorschriften“. In der Festspielzeit des Jahres 1892 wurden 94 Fiakerkutscher wegen „Übertretung der Fahrordnung“ belangt, im festspielfreien Jahr 1893 gab es 39 Verfahren wegen „mutwilligen Peitschenknallens“. 1909 tauchten am Sternplatz die ersten Mietautomobile auf, die zunächst für Fahrten in die Umgebung gedacht waren; für die Auffahrt zum Festspielhaus waren sie zunächst nicht zugelassen. Für die Fiaker wurden die ersten Festspiele nach dem Ersten Weltkrieg des Jahres 1924 das letzte „große Geschäft“.
Anfang der 1930er Jahre war der öffentliche Personennahverkehr bereits fast vollständig auf als Kraftdroschken bezeichnete Taxis übergegangen. Karl Kürzdörfer war in den späten 1930er Jahren der letzte Fiaker-Kutscher zwischen all den Mietautomobilen auf dem Bahnhofsplatz. Die Zahl der vergebenen Konzessionen blieb begrenzt; 1971 befand der Hauptausschuss des Stadtrats, 40 Fahrzeuge würden auch in der Festspielzeit ausreichen, und lehnte die Zulassung weiterer Taxis ab.

## Busse
Ein erster Anlauf in den Jahren 1928/29, in Bayreuth einen Linienverkehr zu etablieren, erwies sich als wenig verheißungsvoll. 1936 richtete dann die Deutsche Post einen öffentlichen Personenverkehr mit Autobussen in der Stadt ein. Die erste Stadtbuslinie führte von Sankt Georgen über den Sternplatz zum Bahnhof Altstadt. Eingesetzt wurden zwei 80 PS starke, dunkelblau lackierte Fahrzeuge, die ihr Domizil im Bauhof an der Badstraße hatten. Im ersten Betriebsjahr legten sie 226.000 Kilometer zurück und beförderten 440.000 Personen. Mit ihrer Übernahme durch das Elektrizitätswerk entstand am 1. Juni 1938 der erste städtische Verkehrsbetrieb; drei weitere Busse wurden in jenem Jahr angeschafft und der Festspielhügel, die Siedlung Saas und die damals noch eigenständige Gemeinde Sankt Johannis in das Streckennetz einbezogen. 1939 waren bereits 1,5 Millionen Fahrgäste mit den Bayreuther Stadtbussen unterwegs, die Linie zwischen Sankt Georgen und dem Bahnhof Altstadt wurde im Zehn-Minuten-Takt befahren.
Bereits wenige Tage vor dem Überfall auf Polen wurden Ende August 1939 sämtliche Busse durch die Wehrmacht beschlagnahmt. Erst nach langen Verhandlungen bekam die Stadt einige Wochen darauf einen Teil der Fahrzeuge für einen Notbetrieb wieder frei. Das Fahrpersonal war nun in Feldgrau gekleidet, und bald wurden auch Hitlerjungen als Schaffner eingesetzt. Im März 1943 wurden vier Busse wegen Kraftstoffmangels für den Betrieb mit Leuchtgas umgerüstet. Dieses wurde in einem hohen Dachaufsatz in Breite und Länge des Fahrgastraums mitgeführt; eine Gasfüllung reichte dennoch nur für knapp 20 Kilometer. Bei Fliegeralarm mussten die Busse wegen ihres hochexplosiven Kraftstoffs sofort das Stadtgebiet verlassen. Im April 1944 wurden zahlreiche Haltestellen aufgehoben, da das ständige Anhalten der Fahrzeuge die Reifen abnutzte. Ende 1944 musste der Gasverbrauch drastisch eingeschränkt werden, weshalb der Stadtverkehr zeitweise zum Erliegen kam. Mit dem Einmarsch der United States Army am 14. April wurde der Betrieb vollends eingestellt.

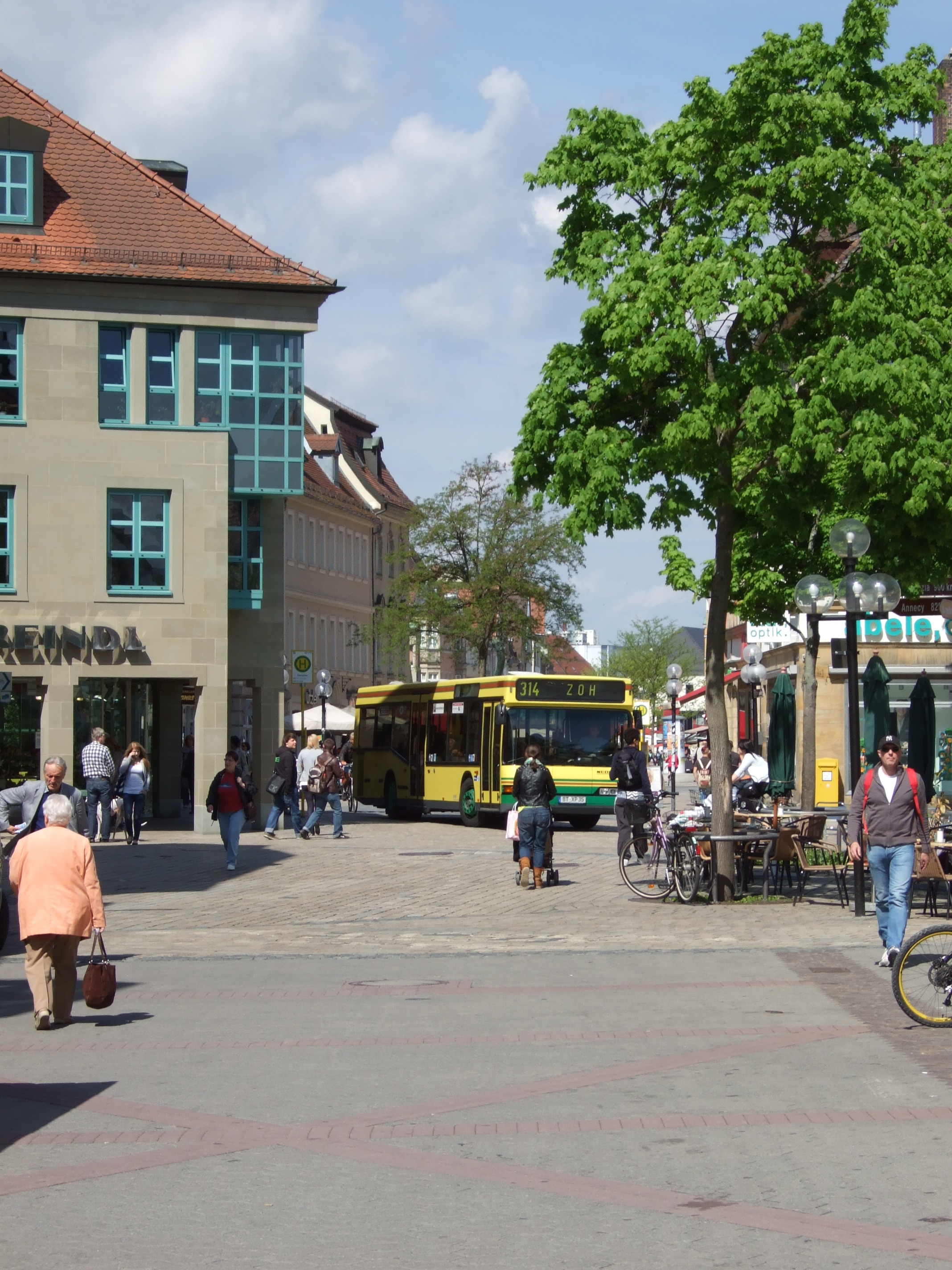
Aus der Maximilianstraße kommender Stadtbus am Sternplatz (2012)

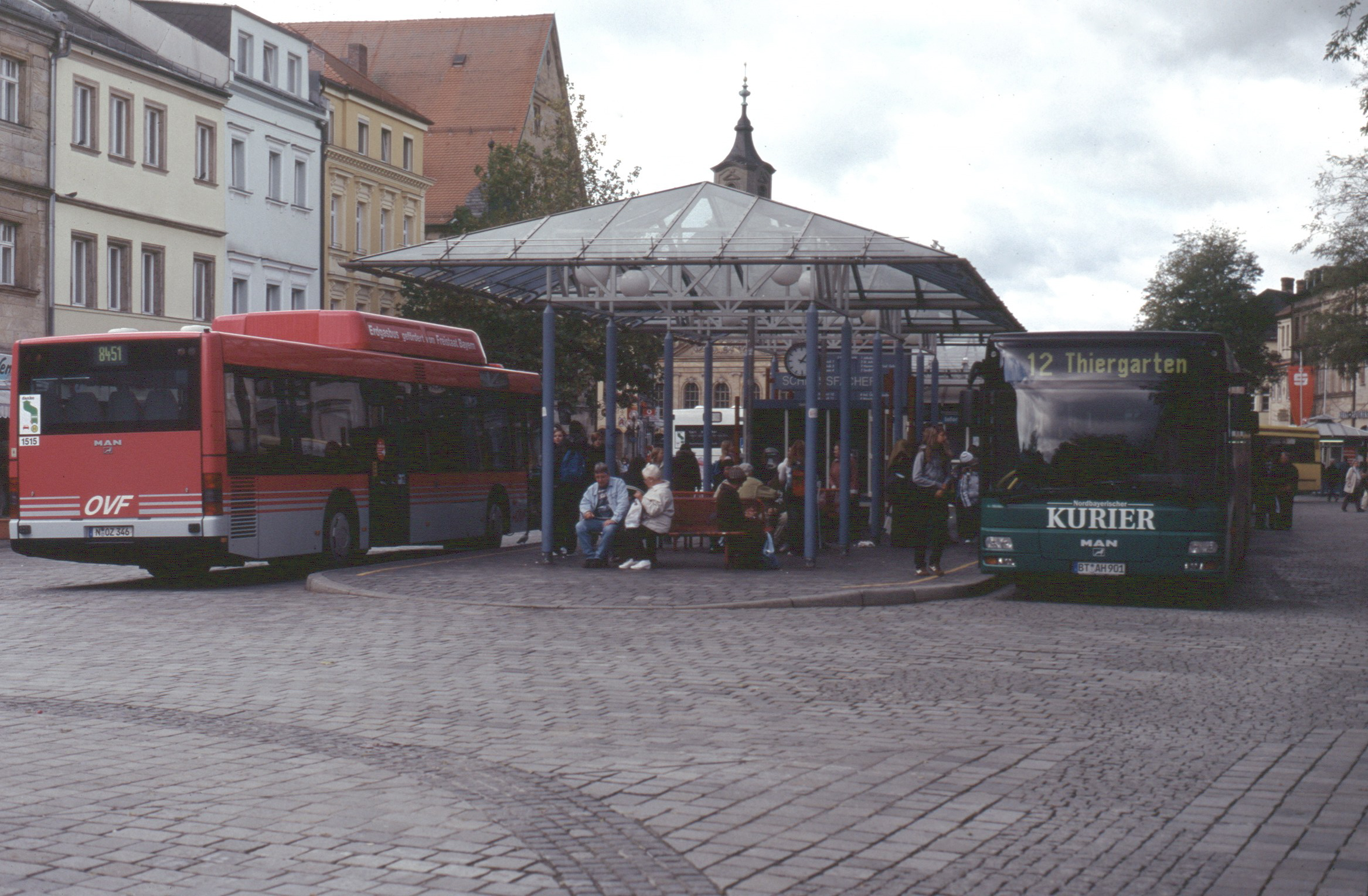
Zentrale Bushaltestelle in der Maximilianstraße (2007)

Nach dem Ende des Zweiten Weltkriegs wurde am 15. April 1946 der Stadtbusverkehr, zunächst mit zwei aus Ungarn geliehenen Omnibus-Veteranen, wiederaufgenommen; sie verkehrten im 30-Minuten-Takt auf der oben genannten Strecke. Des Weiteren wurden die alten Busse reaktiviert. Angesichts heillos überfüllter Fahrzeuge, die häufig wegen Pannen ausfielen, wurde im Jahr 1947 die erste Neuanschaffung freudig begrüßt. Das grün lackierte Fahrzeug wurde im Volksmund bald „grüner Heinrich“ genannt.
Zunächst war der Sternplatz Knotenpunkt der verschiedenen Linien. Die erste zentrale Omnibushaltestelle in der Maximilianstraße auf dem Marktplatz (auf den Zielschildern dort endender Busse als „Markt“ bezeichnet) ging 1950 in Betrieb. Angelegt wurde in der Mitte der an dieser Stelle breiten Hauptstraße in Form eines Straßenmarkts eine langgezogene Mittelinsel, an der die Busse längs hintereinander hielten. Alle Stadtlinien bedienten diese zentrale Haltestelle, die von allen Stadtbussen – werktags bald im 20-Minuten-Takt – stets gleichzeitig angefahren wurde. Dies führte zu planbaren, zuverlässigen Umsteigebedingungen, allerdings auf Kosten einer teilweise längeren Fahrstrecke und -zeit. Im Mai 1951 trat ein neuer Linienplan in Kraft.
Bemerkenswert war, dass alle Linien am Markt ihren Ausgang hatten. Die angekommenen Busse wechselten dort die Linie, sodass ein Busfahrer im Laufe des Tages alle Strecken befuhr. Die Beschilderung wurde aber in der Regel schon an den Endpunkten gewechselt – so fuhr z. B. ein Bus der Linie 4 mit entsprechender Beschilderung in den Stadtteil Birken, zeigte auf der Rückfahrt zum Markt aber meist schon das Zielschild Linie 9 Hammerstatt, wohin er nach dem Umsteigehalt am Markt seine Fahrt fortsetzte. Erneut am Markt angekommen war er dann mit einer dritten Liniennummer unterwegs – und so weiter. Dieses ungewöhnliche System war in den 1980er Jahren sogar dem französischen Eisenbahner-Magazin La Vie du Rail eine Reportage wert.
Ab 1968 verkehrten die städtischen Busse über die Stadtgrenze hinaus in den damals noch selbständigen Vorort Laineck. Mit dem Start der Nahverkehrsgemeinschaft Stadt und Landkreis Bayreuth am 11. Januar 1993 wurde eine Buslinie zwischen dem Markt und Bindlach eingerichtet. 1985 wurde die innerstädtische Fußgängerzone um den Marktplatz erweitert, der jedoch die – fortan teilweise überdachte – zentrale Omnibushaltestelle behielt. In den folgenden Jahren bewegten sich die Busse mit entsprechend niedriger Geschwindigkeit durch diesen Bereich. Erst Ende Oktober 2007, als die lange geplante Zentrale Omnibushaltestelle (ZOH) am nahen Hohenzollernplatz in Betrieb genommen wurde, endete dieser Zustand.
Seit dem Beitritt von Stadt und Landkreis Bayreuth in den Verkehrsverbund Großraum Nürnberg am 1. Januar 2010 gilt in Bayreuth der VGN-Tarif; die Liniennummern wurden in den 300er-Bereich verschoben, so wurde aus der Linie 4 die Linie 304. Aktuell (Stand November 2024) werden die 20 Bayreuther Stadtbuslinien von der Stadtwerke Bayreuth Holding GmbH mit 35 eigenen Bussen betrieben; zudem fahren in deren Auftrag auch rund 15 Fahrzeuge privater Busunternehmer. Im Jahr 2024 beförderten ca. 65 Busfahrer der Stadtwerke über sechs Millionen Fahrgäste und legten dabei rund 2,1 Millionen Kilometer zurück. Die überwiegende Zahl der Busse der Stadtwerke läuft mit Biogas; 33 Busse haben die Standardlänge von 12 Metern und weisen ca. 90 Plätze auf, zwei Fahrzeuge sind 18 Meter lange Gelenkbusse für maximal 140 Fahrgäste. Zwischen 2000 und 2025 kamen, besonders auf der stark frequentierten Linie
305 und im Schulverkehr, auch drei 15 Meter lange dreiachsige Busse zum Einsatz.
Mitte Dezember 2024 waren elf von rund 360 Haltestellen barrierefrei umgebaut, bis Ende 2025 sollen weitere 13 folgen. In diesem Zusammenhang erfolgt häufig die Aufgabe von Busbuchten, deren Länge für 15 und 18 Meter lange Busse ohnehin nicht ausreicht.
Acht Linien weisen von Montag bis Freitag überwiegend einen 20- (Linien 301, 304, 305, 306 und 314) oder 30-Minuten-Takt (Linien 302, 303, 307 und 316) auf, die übrigen Linien verkehren zum Teil stündlich (Linien 309, 312 und 315) oder nur zu bestimmten Zeiten. Die Linie 316, die an die Taktzeiten der Züge angepasst als einzige den ZOH nicht anfährt, dient der schnellen Verbindung zwischen dem Hauptbahnhof und der Universität. Die Linien 310 und 328 verkehren im 60-Minuten-Takt, der zeitweise auf einen 30-Minuten-Takt verdichtet ist. Nach dem Ende der Tagesverkehrszeiten ab 19.50 Uhr sowie zusätzlich samstags von 5.00 Uhr bis 7.50 Uhr und Sonn- und Feiertags von 9.20 Uhr bis 13.20 Uhr wird die Stadt  mit den Linien 321, 322, 323, 324, 325 und 326 erschlossen, die alle 30 Minuten bis nach Mitternacht verkehren. In Vororte mit schwacher Fahrgastnachfrage verkehren zu diesen Zeitlagen Anruf-Sammel-Taxen.
Durch Überlagerung von Linien bei gleichzeitig versetzten Fahrzeiten sind der Hauptbahnhof, die Universität und viele Stadtteile im Zehn-Minuten-Takt angebunden. An den Wochenenden ist der Grundtakt bei reduzierter Linienzahl auf 30 Minuten ausgedünnt.

## Eisenbahn

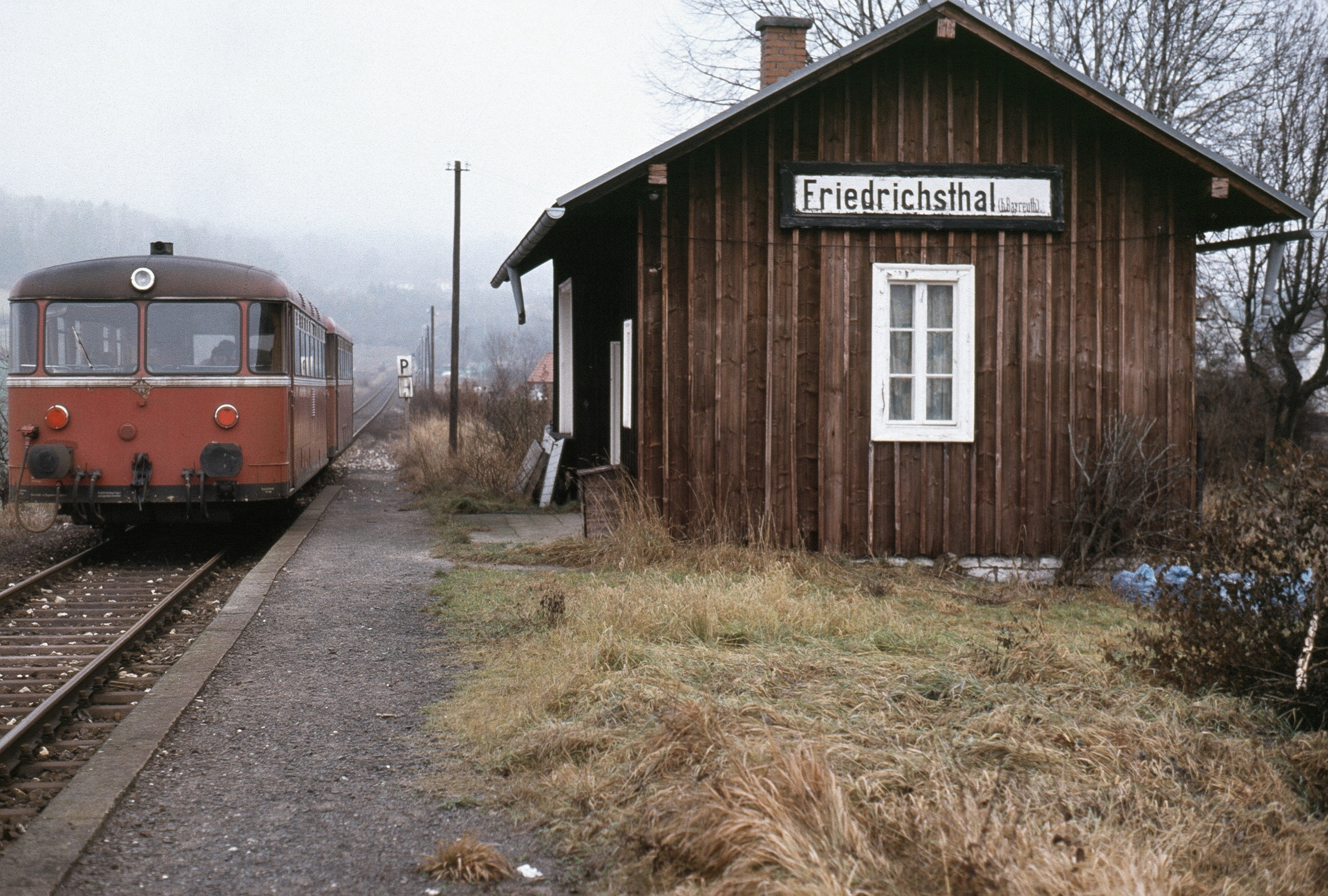
Haltepunkt Friedrichsthal (1987)

Die Eisenbahn fällt als innerstädtischer Verkehrsträger kaum ins Gewicht. Zwar kamen 1896 an der Strecke nach Warmensteinach und 1904 an jener nach Hollfeld neben dem Hauptbahnhof 1904 weitere Bahnhöfe und Haltepunkte im Stadtgebiet hinzu. Für den Personenverkehr innerhalb der verhältnismäßig kleinen Stadt waren sie jedoch nur von untergeordneter Bedeutung. Fahrgäste der 1908 eröffneten Strecke nach Thurnau nutzten sogar meist die erste innerstädtische Haltestelle Herzoghöhe, da wegen der ungünstigen Trassierung zwischen dort und dem Hauptbahnhof beim Gang in die Innenstadt Zeit und Geld gespart werden konnten.
Mit der mehrmaligen Erweiterung der Stadt durch Eingemeindungen kamen Bahnstationen hinzu; 1973 wurden mit Eremitage (an der Bahnstrecke Weiden–Bayreuth) und Herzoghöhe die ersten bereits wieder stillgelegt. Verblieben sind neben dem Hauptbahnhof heute lediglich die Haltepunkte St. Georgen, Laineck und Friedrichsthal. Diese werden aktuell im Stundentakt von RS1-Dieseltriebwagen des Unternehmens Agilis bedient.
Die Chance, in größerem Umfang innerstädtischen Bahnverkehr zu kreieren, vergab die Stadtverwaltung um die Jahrtausendwende. Da der Campus der 1975 eröffneten Universität unmittelbar an die Trasse der Bahnstrecke Bayreuth–Hollfeld grenzt, erwarb die Stadt nach der Stilllegung des innerstädtischen Restabschnitts durch die Deutsche Bahn in den 1990er Jahren das Gelände, um Zugfahrten zu einem neu anzulegenden Haltepunkt Universität zu ermöglichen. Dieses Vorhaben wurde aber nicht realisiert – das Gleis wurde abgebaut und die Trasse in den 2000er Jahren in einen Radweg umgewandelt.